# Dialogue transatlantique des travailleurs
Le dialogue transatlantique des travailleurs (TALD) créé en 2001 est une confédération de syndicats européens et américains qui défend les droits des travailleurs dans le cadre d'un marché commun.